# Modus vivendi (periodico)
Modus vivendi era un periodico mensile italiano di scienza, natura e stili di vita. Era pubblicato da Modus comunicazione. È stato fondato e diretto da Marco Gisotti e Alberto Zocchi nel 1997, e successivamente solo da Marco Gisotti; il garante del lettore era Fulco Pratesi.
Affrontava argomenti di ecologia, scienza, attualità, società ed economia, cui venivano dedicati accurati approfondimenti specifici e pubblicati in italiano anche articoli di pregio tratti dalla stampa estera e in particolare dal New scientist.
Dal 2005 esce con Modus vivendi anche Ecolavoro primo ed unico giornale interamente dedicato alle offerte di lavori verdi. A questo si è affiancato dal 2007 al 2010 Pnei-news, la prima rivista di salute di cultura ecologista, dedicata al rapporto corpo-mente in collaborazione con la Società Italiana di Psiconeuroendocrinoimmunologia.
Il sito internet veniva  aggiornato quotidianamente con news e commenti che i lettori potevano discutere in tempo reale. 
Dal 2007 Modus vivendi ha organizzato La Camera Verde, una rassegna itinerante di proiezioni di film e documentari sul tema ambientale.
Modus vivendi è stato partner del Master di comunicazione ambientale organizzato dal Centro Studi del CTS con la Facoltà di scienze della comunicazione dell'Università degli Studi di Roma "La Sapienza", l'Enea e Green Factor, arrivato oggi alla sua sesta edizione.
Dal 2007 Modus vivendi ha partecipato al Polo IFTS su energia e ambiente della Regione Lazio.